# Semaeomyia taschenbergi
Semaeomyia taschenbergi är en stekelart som beskrevs av Bradley 1908. Semaeomyia taschenbergi ingår i släktet Semaeomyia och familjen hungersteklar. Inga underarter finns listade i Catalogue of Life.